# Мацусита, Нобухару
Нобухару Мацусита (яп. 松下信治; родился 13 октября 1993 в Сайтама, Япония) — японский автогонщик. Чемпион Японской Формулы-3 2014 года.

## Карьера
Мацусита начал свою карьеру в 4-летнем возрасте с картинга. В значимых чемпионатах он начал участвовать в 2005 году, дебютировав в All-Japan Junior Kart Championship. В 2008 г. стал чемпионом в Open Masters Kart ARTA Challenge.
В 2011 г. Мацусита дебютировал в серии с открытыми колёсами, приняв участие в Formula Pilota China в составе команды «Super License». За 10 гонок он набрал 89 очков и занял 4-е местов личном зачёте. В 2012 г. японец перешёл в серию Formula Challenge Japan, в которой за 12 гонок 10 раз побывал на подиуме, заработал 91 очко и стал чемпионом.
В 2013 г. Нобухару принял участие в Японской Формуле-3 в команде «HFDP Racing», где с 43 очками занял 5-е место. В 2014 г., продолжив выступать в серии, пилот добился более хороших результатов: 6 побед, всего 9 подиумов и 1-е место по итогам сезона.
В 2015 г. Мацусита дебютировал в серии GP2 в составе команды «ART Grand Prix». Три раза побывав на подиуме, он набрал 68.5 очков и занял 9-е место в личном зачёте. В 2016 г. японский пилот продолжил выступать в GP2 в составе команды ART Grand Prix. За сезон дважды поднимался на подиум, в том числе одержал одну победу, заработал 92 очка и 11 место по итогам сезона.
20 февраля 2016 г. «McLaren F1» объявила о назначении Мацуситы на место тест-пилота команды.
В 2017 году продолжил выступать в GP2, которая к этому году сменила название на ФИА Формула-2. За сезон одержал 2 победы, всего 4 раза поднялся на подиум и занял 6 место по итогам. Завоевал свою первую поул-позицию в чемпионате на этапе в Монце.
В 2018 году вернулся в Японию, где выступал в чемпионате Супер-Формула. За сезон дважды заработал очки и закончил его на 11 месте.
В 2019 году вернулся в ФИА Формулу-2 в составе команды Carlin. В течение сезона вновь одержал 2 победы и 4 раза поднялся на подиум и вновь, как 2 года назад, занял 6 место по итогам сезона.
В 2020 году остался выступать в ФИА Формуле-2, подписав контракт с командой MP Motorsport. Провёл 17 гонок, одержал одну победу в первой гонке на этапе в Барселоне, стартовав с 18-го места. После этапа в Муджелло объявил об уходе из чемпионата. Вернулся в Японию вновь выступать в Супер-Формуле. Принял участие в четырех гонках, в финальной на трассе Фудзи занял третье место.

## Результаты выступлений

### Общая статистика
| Сезон   | Серия                                         | Команда                      | Гонки                | Победы               | Поулы                | Л/Круги              | Подиумы              | Очки | Место |
| ------- | --------------------------------------------- | ---------------------------- | -------------------- | -------------------- | -------------------- | -------------------- | -------------------- | ---- | ----- |
| 2011    | Formula Pilota China                          | Super License                | 10                   | 1                    | 1                    | 2                    | 4                    | 89   | 4     |
| 2012    | Formula Challenge Japan                       |                              | 12                   | 5                    | 1                    | 5                    | 10                   | 91   | 1     |
| 2013    | All-Japan Formula Three                       | HFDP Racing                  | 15                   | 0                    | 0                    | 0                    | 5                    | 43   | 5     |
| 2014    | All-Japan Formula Three                       | HFDP Racing                  | 15                   | 6                    | 5                    | 5                    | 9                    | 102  | 1     |
| 2015    | GP2                                           | ART Grand Prix               | 22                   | 1                    | 0                    | 1                    | 3                    | 68.5 | 9     |
| 2015-16 | MRF Challenge Formula 2000                    | MRF Challenge                | 4                    | 2                    | 1                    | 3                    | 2                    | 80   | 6     |
| 2016    | Формула-1                                     | Макларен                     | тест/резервный пилот | тест/резервный пилот | тест/резервный пилот | тест/резервный пилот | тест/резервный пилот | —    | —     |
| 2016    | GP2                                           | ART Grand Prix               | 20                   | 1                    | 0                    | 4                    | 2                    | 92   | 11    |
| 2017    | ФИА Формула-2                                 | ART Grand Prix               | 22                   | 2                    | 1                    | 2                    | 4                    | 131  | 6     |
| 2018    | Супер-Формула                                 | Docomo Team Dandelion Racing | 6                    | 0                    | 0                    | 0                    | 0                    | 7    | 11    |
| 2019    | ФИА Формула-2                                 | Carlin                       | 22                   | 2                    | 1                    | 3                    | 5                    | 144  | 6     |
| 2019    | Открытый чемпионат Евроформулы                | Carlin                       | 2                    | 0                    | 1                    | 1                    | 1                    | 20   | 18    |
| 2019    | Зимняя серия открытого чемпионата Евроформулы | Carlin                       | 2                    | 1                    | 1                    | 1                    | 1                    | 27   | 4     |
| 2020    | ФИА Формула-2                                 | MP Motorsport                | 17                   | 1                    | 0                    | 1                    | 1                    | 42   | 15    |
| 2020    | Супер-Формула                                 | Buzz Racing with B-MAX       | 4                    | 0                    | 0                    | 0                    | 1                    | 16   | 15    |
| 2020    | Super GT - GT 300                             | Autobacs Racing Team Aguri   | 2                    | 0                    | 0                    | 0                    | 0                    | 7    | 23    |

### GP2
| Сезон | Команда        | 1          | 2         | 3          | 4          | 5            | 6            | 7         | 8         | 9            | 10         | 11        | 12           | 13           | 14         | 15           | 16         | 17         | 18        | 19           | 20           | 21         | 22        | Место | Очки |
| ----- | -------------- | ---------- | --------- | ---------- | ---------- | ------------ | ------------ | --------- | --------- | ------------ | ---------- | --------- | ------------ | ------------ | ---------- | ------------ | ---------- | ---------- | --------- | ------------ | ------------ | ---------- | --------- | ----- | ---- |
| 2015  | ART Grand Prix | САХ ГОН 10 | САХ СПР 6 | КАТ ГОН 11 | КАТ СПР 18 | МОН ГОН Сход | МОН СПР 19   | РБР ГОН 4 | РБР СПР 3 | СИЛ ГОН Сход | СИЛ СПР 19 | ХУН ГОН 8 | ХУН СПР 1    | СПА ГОН Сход | СПА СПР 15 | МОН ГОН Сход | МОН СПР 15 | СОЧ ГОН 10 | СОЧ СПР 7 | САХ ГОН 2    | САХ СПР Сход | ЯСМ ГОН 11 | ЯСМ СПР О | 9     | 68.5 |
| 2016  | ART Grand Prix | КАТ ГОН 11 | КАТ СПР 8 | МОН ГОН 8  | МОН СПР 1  | БАК ГОН 6    | БАК СПР Сход | РБР ГОН   | РБР СПР   | СИЛ ГОН 6    | СИЛ СПР 5  | ХУН ГОН 6 | ХУН СПР Сход | ХОК ГОН 9    | ХОК СПР 12 | СПА ГОН 11   | СПА СПР 11 | МОН ГОН 11 | МОН СПР 6 | СЕП ГОН Сход | СЕП СПР 7    | ЯСМ ГОН 2  | ЯСМ СПР 4 | 11    | 92   |

### ФИА Формула-2
| Сезон | Команда        | 1          | 2          | 3           | 4           | 5          | 6            | 7           | 8          | 9           | 10          | 11         | 12        | 13           | 14         | 15         | 16           | 17         | 18         | 19         | 20         | 21        | 22           | 23        | 24        | Место | Очки |
| ----- | -------------- | ---------- | ---------- | ----------- | ----------- | ---------- | ------------ | ----------- | ---------- | ----------- | ----------- | ---------- | --------- | ------------ | ---------- | ---------- | ------------ | ---------- | ---------- | ---------- | ---------- | --------- | ------------ | --------- | --------- | ----- | ---- |
| 2017  | ART Grand Prix | САХ ГОН 8  | САХ СПР 14 | КАТ ГОН 4   | КАТ СПР 1   | МОН ГОН 3  | МОН СПР 7    | БАК ГОН 12  | БАК СПР 6  | РБР ГОН 6   | РБР СПР 14  | СИЛ ГОН 10 | СИЛ СПР 8 | ХУН ГОН 5    | ХУН СПР 1  | СПА ГОН 16 | СПА СПР Сход | МОН ГОН 2  | МОН СПР 7  | ХЕР ГОН 18 | ХЕР СПР 11 | ЯСМ ГОН 6 | ЯСМ СПР 4    |           |           | 6     | 131  |
| 2019  | Carlin         | САХ ГОН 9  | САХ СПР 12 | БАК ГОН 13  | БАК СПР 12  | КАТ ГОН 11 | КАТ СПР Сход | МОН ГОН 2   | МОН СПР 9  | ЛЕК ГОН 9   | ЛЕК СПР 9   | РБР ГОН 1  | РБР СПР 5 | СИЛ ГОН 9    | СИЛ СПР 7  | ХУН ГОН 7  | ХУН СПР 2    | СПА ГОН О  | СПА СПР О  | МОН ГОН 1  | МОН СПР 5  | СОЧ ГОН 6 | СОЧ СПР Сход | ЯСМ ГОН 2 | ЯСМ СПР 7 | 6     | 144  |
| 2020  | MP Motorsport  | РБР1 ГОН 9 | РБР1 СПР 6 | РБР2 ГОН 17 | РБР2 СПР 11 | ХУН ГОН 12 | ХУН СПР 11   | СИЛ1 ГОН 10 | СИЛ1 СПР 7 | СИЛ2 ГОН 11 | СИЛ2 СПР 18 | КАТ ГОН 1  | КАТ СПР 5 | СПА ГОН Сход | СПА СПР НС | МОН ГОН 15 | МОН СПР 11   | МУД ГОН 11 | МУД СПР 14 | СОЧ ГОН    | СОЧ СПР    | САХ1 ГОН  | САХ1 СПР     | САХ2 ГОН  | САХ2 СПР  | 15    | 42   |

### Супер-Формула
| Сезон | Команда                      | 1      | 2     | 3      | 4     | 5         | 6       | 7     | Место | Очки |
| ----- | ---------------------------- | ------ | ----- | ------ | ----- | --------- | ------- | ----- | ----- | ---- |
| 2018  | Docomo Team Dandelion Racing | СУД 12 | АУТ О | СУГ 10 | ФУД 9 | MOT 4     | OKA 9   | СУД 7 | 7     | 11   |
| 2020  | Buzz Racing with B-MAX       | MOT    | OKA   | СУГ    | АУТ 6 | СУД1 Сход | СУД2 14 | ФУД 3 | 16    | 15   |